# Knightomiris distinctus
Knightomiris distinctus är en insektsart som först beskrevs av Knight 1917.  Knightomiris distinctus ingår i släktet Knightomiris och familjen ängsskinnbaggar. Inga underarter finns listade i Catalogue of Life.